# Rudolf Knopf
Rudolf Knopf (* 26. Oktober 1874 in Biala (Galizien; heute Bielsko-Biała, Polen); † 19. Januar 1920 in Bonn) war ein protestantischer Theologe und Gelehrter.

## Leben
1900 wurde Knopf in Marburg habilitiert. Nachdem er 1906 ein Extraordinarinat in Marburg und 1907 an der Universität Wien erhalten hatte und ein Jahr später zum Ordinarius ernannt worden war, erhielt er 1914 einen Ruf an die Universität Bonn, wo er bis zu seinem Tode lehrte. 
Bekannt wurde er vor allem durch seine 1905 erschienene Schrift über die christlichen Gemeinden in der nachapostolischen Zeit, die Martin Hengel in seinem 2007 erschienenen ersten Band seiner auf vier Bände angelegten Darstellung des frühen Christentums als „auch nach hundert Jahren noch nicht überholt“ bezeichnete.

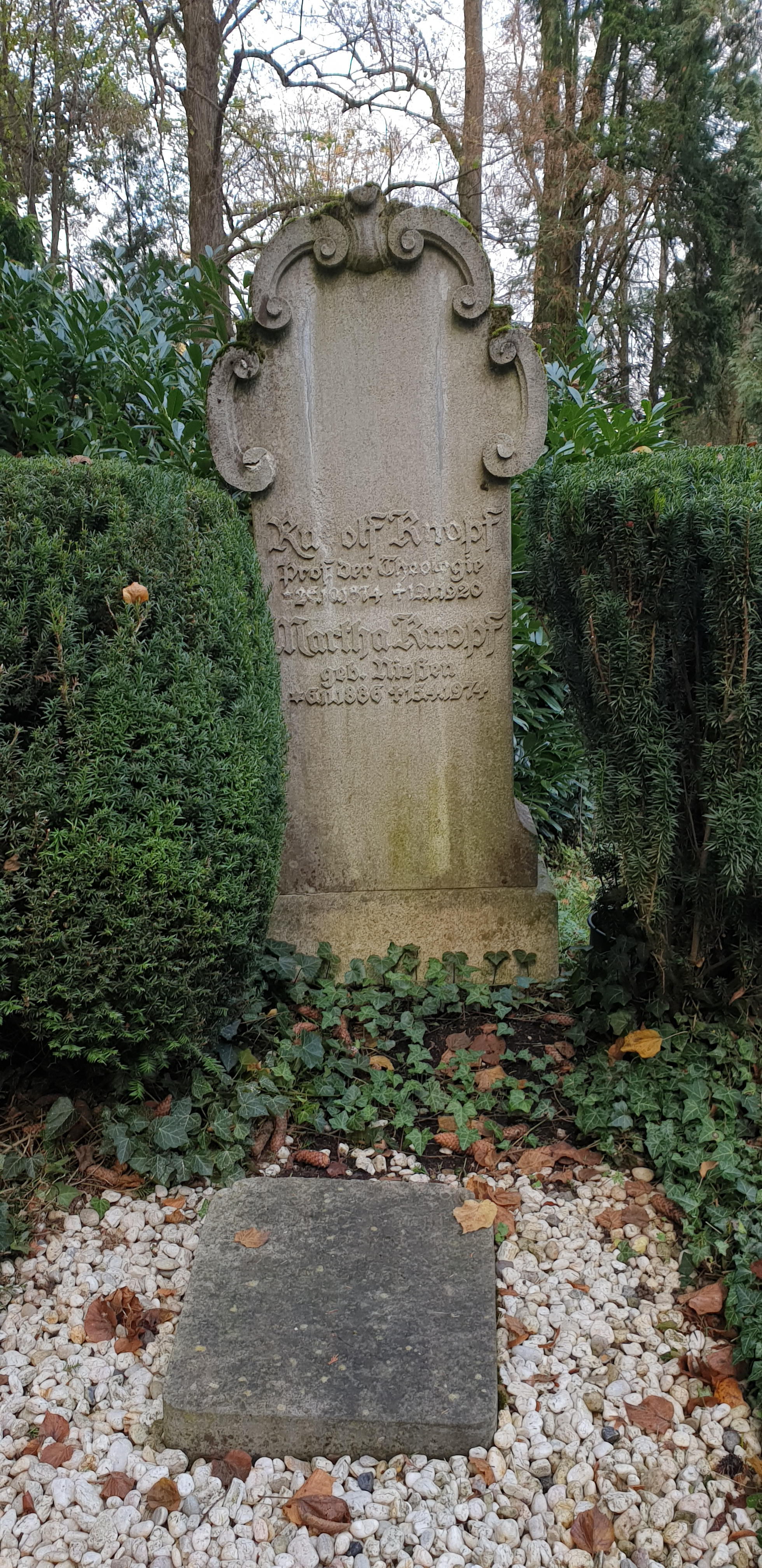
Grabstätte Rudolf Knopfs und seiner Familie auf dem Kessenicher Bergfriedhof in Bonn

## Werke
- Das nachapostolische Zeitalter. Geschichte der christlichen Gemeinden vom Beginn der Flavierdynastie bis zum Ende Hadrians. J.C.B. Mohr (Paul Siebeck), Tübingen 1905
- Einführung in das neue Testament, Gießen: Alfred Töpelmann, 1919.